# خربة زكريا
خربة زكريا، قرية فلسطينية مهجرة في قضاء الرملة. كانت تقع على تل منحدر نحو الغرب، مشرفة على مساحة شاسعة إلى جهة الغرب، حيث يمكن رؤية السهل الساحلي بالعين المجردة. يحف بها من الشمال والجنوب واديان يلتقيان ليكوّنا واديًا ضحلًا غربي الموقع. بعض الطرق الفرعية كانت تصل خربة زكريا باللد والرملة، كما كانت طرق أُخرى ودروب ترابية تصلها بقرى مجاورة عدة. منازل القرية بُنيَت بالطوب في معظمها. استمدّ سكان القرية مياه الاستعمال المنزلي من نبع يقع في الطرف الشمالي للموقع، وعملوا في تربية المواشي وفي الزراعة البعلية؛ فزرعوا الحبوب والفاكهة والخضروات. في 1944/1945، كان ما مجموعه 2,161 دونمًا مزروعًا حبوب. كان في القرية بقايا بناء معقود السقف، وأًسس من أبنية أُخرى. كما كان فيها صهاريج منحوتة في الصخر، ومعصرة، وسوى ذلك من الآثار التي تشهد على قدم تاريخها. وكان في جنوبي الموقع مقام لنبي يدعى زكريا.

## القرية اليوم
تبدو القرية، من بعيد، تلًّا أجرد غلبت عليه الأشواك والنباتات البرية. كما تتبعثر الحجارة في أنحاء الموقع، الذي يستعمله الإسرائيليون مرعى للمواشي. ويصعب على الناظر أن يميّز بين الحجارة الطبيعية المتناثرة في الموقع وبين تلك التي كانت أجزاء من منازل القرية. ولا تزال بقايا آبار القرية، والحجارة المنحوتة التي كانت، بادية للعيان.

## المستعمرات الإسرائيلية على أراضي القرية
عام 1964 أنشئت إلى الشمال الشرقي من موقع القرية مستعمرة «مفو موديعيم».